# Enciclopèdia de Menorca
Enciclopèdia de Menorca ist eine Enzyklopädie über die Baleareninsel Menorca. Sie beschäftigt sich mit der physischen Geographie und den Natur-, Geistes- und Sozialwissenschaften der Insel Menorca. Herausgeber ist Obra Cultural de Menorca unter der Leitung von Josep Miquel Vidal i Hernández. Die Erstausgabe erschien 1979 und umfasste 12 Bände in katalanischer Sprache.
Im Jahr 1987 wurde Enciclopèdia de Menorca  mit dem Preis der OCB (Obra Cultural Balear) ausgezeichnet.
Neben der gebundenen Buchform erscheinen regelmäßige Faszikeln mit folgenden Themen:
- Geologie
- Land- und Forstwirtschaft
- Arthropoden (Wirbellose)
- Archäologie
- Ökonomie
- Anthropologie
- Sozialanthropologie

Das Ministerium für Kultur (Ministerio de Cultura) unterzeichnete im Juni 2007 eine Vereinbarung über die Zusammenarbeit mit der Obra Cultural de Menorca für eine weitere Produktion und Veröffentlichung der Enciclopèdia de Menorca. Die Anordnung durch das Ministerium zur Finanzierung der weiteren Produktion umfasst zwei Bände: Anthropologie II. und Kunstgeschichte II.